# محمدحسین خان سپهدار
محمدحسین خان سپهدار (زاده ۱۲۳۰ منطقهٔ بختیاری - درگذشته ۱۲۸۴) از رجال سیاسی و نظامی دوره قاجار بود، که از سران ایل بختیاری محسوب می‌شد. وی فرزند ارشد امامقلی خان حاجی ایلخانی بود. محمدحسین خان لقب سپهدار را در مدتی که در تبریز، در دربار مظفرالدین میرزای ولیعهد بود، از وی دریافت کرد. پس از مرگ اسفندیار خان، در سال ۱۲۸۲، محمدحسین خان به مقام ایلخانی رسید و تا سال ۱۲۸۴ که از دنیا رفت، در آن مقام باقی ماند.